# Pietro Mechetti

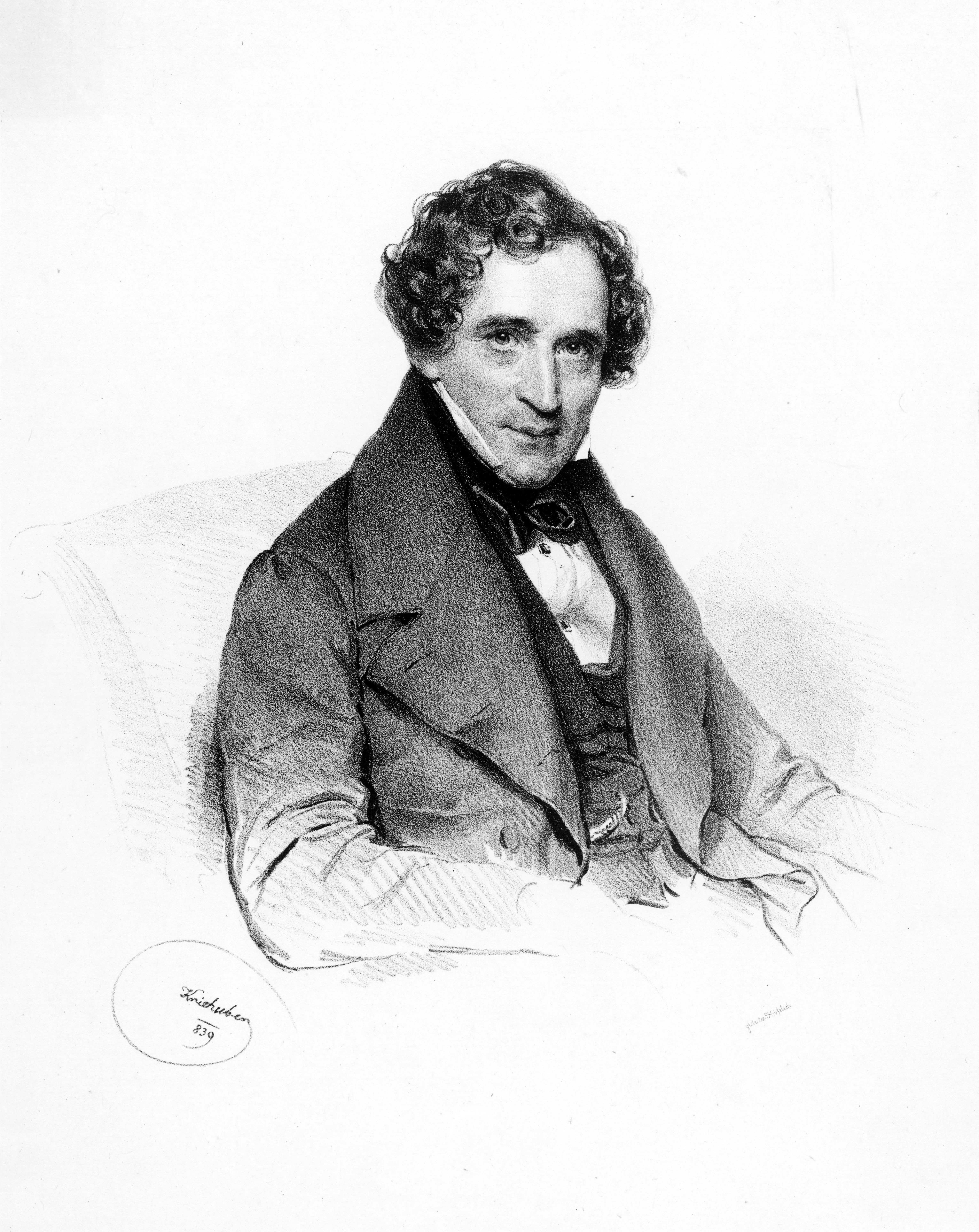
Pietro Mechetti 1839

Lorenzo Giovanni Domenico Pietro Mechetti (* 20. April 1777 in Lucca; † 25. Juli 1850 in Wien) war ein bedeutender italienischer Musikverleger mit Sitz in Wien. 

## Leben
Mechetti trat 1798 in die Kunst- und Musikhandlung seines Onkels Carlo Mechetti ein, der ihn 1807 adoptierte und zum Gesellschafter machte. Nach dessen Tod im Jahre 1811 übernahm er die Firma. 